# Itumbiara
Itumbiara er en by og kommune i delstaten Goiás i det centrale Brasilien. Byen har et anslået indbyggertal på 107.970 (2022) indbyggere. Den blev grundlagt i 1909 og ligger ca. 202 km fra storbyen Goiânia som med sine ca. 1,2 mio. indbyggere er delstatens største by og hovedstad.